# Claude Charles de Damas de Marillac
Pour les articles homonymes, voir Marillac.
Claude Charles de Damas, vicomte de Marillac, né le 20 juin 1731 à Lyon et mort le 30 juin 1805 à Margency (Val-d'Oise), est un officier général et gouverneur français.

## Biographie
Issu de la branche des seigneurs de Marillac, de la famille de Damas, l'une des plus anciennes familles nobles du royaume de France, dont l'origine est connue depuis le IXe siècle, le vicomte de Damas est reçu de minorité dans l'ordre de Saint-Jean de Jérusalem le 23 décembre 1744 ou en 1745 mais ne fera jamais ses caravanes et ne prononcera jamais ses vœux de frère-chevalier de l'Ordre ce qui lui permettra de se marier en 1773. Il est successivement enseigne au régiment de Beauce, le 7 février 1748 ; lieutenant, le 13 mars 1752 ; aide-major, le 13 avril 1753 ; capitaine, le 23 juillet 1755 ; major, le 15 aout 1763 et colonel du régiment d'Auxerrois, en 1776. Il accède au grade de brigadier d’infanterie, le 27 octobre 1778 et  de maréchal de camp, le 5 décembre 1781.
Il est nommé gouverneur de la Martinique, en 1783, avec pour intendant Joseph-François Foulquier ; puis gouverneur-général des Iles-du-Vent de l’Amérique, jusqu’en 1791. Lorsque l’agitation révolutionnaire gagne les Antilles, le vicomte de Damas fait son possible pour maintenir l’autorité du Roi et contenir toutes les tentatives d’insurrection. La ville de Saint-Pierre lui doit son salut, le 3 juin 1790. Il parvient non seulement à y rétablir l’ordre public, mais encore à s’emparer, sans effusion de sang, de tous les chefs des insurgés, qui, au nombre de douze, sont envoyés en France, au mois de juillet, pour y être jugés. La conduite qu’il déploie en ces circonstances, lui vaut la reconnaissance de la part des autorités et des principaux habitants de Saint-Pierre.

## Mariage et descendance
Il avait épousé, par contrat du 28 avril 1773, Marie-Antoinette-Macrine de Montcalm-Gozon, fille de Louis-Joseph, marquis de Montcalm et de Saint-Veran, baron de Gabriac. De cette union, naissent :
- Joseph-Antoine-Auguste de Damas, officier de dragons au régiment d’Angoulevent, guillotiné à Paris, à l’âge de 20 ans, le 7 septembre 1794.
- Antoinette-Joséphine-Gilberte de Damas, mariée, le 5 septembre 1797, à Louis-Auguste-Marie-César, marquis de Sainte-Maure-Montausier, pair de France.

## Sources
- Jean-Baptiste-Pierre Jullien de Courcelles, Dictionnaire historique et biographique des généraux français, depuis le onzième siècle jusqu’en 1820, t. 5, Paris, Arthus Bertrand ; Treuttel et Wurtz, 1822, p. 125, 493 p.